# 建築評論家
建築評論家（けんちくひょうろんか）とは、建築についての評論家である。評論の対象が建築史に及ぶ場合には建築史家と呼ばれることもあり、建築評論家と建築史家との境界ははっきりしない場合もある。さらに、「建築批評家」という呼び方がなされることもある。
建築評論家には、一般に大学等で建築を専攻した者がなるが、建築以外の理学・工学を専攻した者、さらには、それ以外のバックグラウンドを持つ者などがなる場合も多い。建築家が建築評論家を兼ねる場合もある。21世紀には黒人や少数民族の評論家としてのスキルを向上させるためのプログラムが開始され、ロイアル・カレッジ・オブ・アートなどの4団体が、これに協力している。 
大学の教官、新聞記者・雑誌記者、美術館等の学芸員・キュレーター、建築関連企業の従業者などがなる場合が多い。建築雑誌の編集者など、建築批評を専門とする者も存在し、そのような専門領域に対しては「建築ジャーナリズム」という言葉が使われることがある。
建築史家との区別の仕方としては、大学または大学院で「建築史」を専攻した者のみを「建築史家」と呼び、それ以外の者は、たとえ「建築史」に言及しているとしても、あくまでも建築評論家と呼ぶという考え方もある。